# گومیا
گومیا (به انگلیسی: Gomia) یک منطقهٔ مسکونی در هند است که در بخش بوکارو واقع شده‌است. گومیا ۲۶٫۱۱ کیلومتر مربع مساحت و ۴۸٬۱۴۱ نفر جمعیت دارد و ۲۳۸ متر بالاتر از سطح دریا واقع شده‌است.